# Herold Wolfbrandt
Carl Paul Herold Wolfbrandt, född 13 januari 1919 i Årnäs, död 24 juli 1998 i Örebro, var en svensk fotbollsspelare. Han är bror till friidrottaren Lars-Erik Wolfbrandt.
Wolfbrandt växte upp i Årnäs utanför Mariestad men flyttade i tonåren till Örebro, där han började spela fotboll för Örebro SK. 1942 kom han in på polisens överbefälsskola i Stockholm och bytte därför klubb till AIK. Han debuterade för AIK den 30 augusti 1942 i en 5–2-bortaförlust mot IF Elfsborg. I samma match gjorde han även sitt första mål för klubben. Totalt spelade han 30 matcher och gjorde 22 mål för AIK.
För Örebro SK spelade han 118 seriematcher (varav 24 allsvenska) och gjorde 68 mål (9 i Allsvenskan). Vid en allsvensk match mot Billingsfors IK 1946 gjorde han fyra mål. Han är en av få spelare som spelat i samtliga divisioner för ÖSK; Allsvenskan, division 2 samt division 3. Han spelade även några matcher i Sveriges B-landslag.